# Ньєвес Ерреро
Ньєвес Ерреро (23 березня 1957, Мадрид) — іспанська телеведуча, письменниця та журналістка.
Закінчила факультет журналістики Мадридського університету у 1980 році та факультет права Європейського університету Мадрида у 2010 році.